# Carolus Petri Wallinus
Carolus Petri Wallinus, född 1631 i Törnevalla socken, död 13 oktober 1675 i Uppsala, var en svensk rector cantus och biblioteksamanuens.
Wallinus var rector cantus vid Uppsala universitet från 1662 samt biblioteksamanuens 1663–1675. Som biblioteksamanuens katalogiserade han de inköp av tryckta musikalier från Tyskland som inköptes på Olof Rudbecks anmaning till Universitetsbiblioteket. Han tillsattes som rector cantus på musikaliska meriter och var den förste som inte tillhörde ärkestiftet. Han utbildade musikensemblen, det blivande akademiska kapellet, bestående av elever från trivialskolan och av studenter och framförde på orgelläktaren i domkyrkan figuralmusik vid 18 tillfällen om året. 
Han var gift med Elisabet Holtz som 1676 gifte om sig med Harald Vallerius.